# Pousseaux
Pousseaux is een gemeente in het Franse departement Nièvre (regio Bourgogne-Franche-Comté) en telt 213 inwoners (2009). De plaats maakt deel uit van het arrondissement Clamecy.

## Geografie
De oppervlakte van Pousseaux bedraagt 10,9 km², de bevolkingsdichtheid is 19,2 inwoners per km².
De onderstaande kaart toont de ligging van Pousseaux met de belangrijkste infrastructuur en aangrenzende gemeenten.

## Demografie
Onderstaande figuur toont het verloop van het inwonertal (bron: INSEE-tellingen).